# Liéhon
Liéhon est une commune française située dans le département de la Moselle en région Grand Est.

## Géographie
Liéhon se situe à une vingtaine de kilomètres de Metz, près de l'aéroport régional. Il est traversé par le Jâ, un ruisseau qui prend sa source près de Silly-en-Saulnois, le village voisin. Le point d'altitude le plus haut de Liéhon se situe à 291 m d'altitude.

### Communes limitrophes
| Chérisey |        | Pontoy            |
| Goin     | Liéhon | Silly-en-Saulnois |
|          | Vigny  | Buchy             |

### Hydrographie
La commune est située dans le bassin versant du Rhin au sein du bassin Rhin-Meuse. Elle est drainée par le ruisseau de Verny.
Le ruisseau de Verny, d'une longueur totale de 10,8 km, prend sa source dans la commune de Silly-en-Saulnois et se jette  dans la Seille à Pommérieux en limite et face à Sillegny, après avoir traversé sept communes.

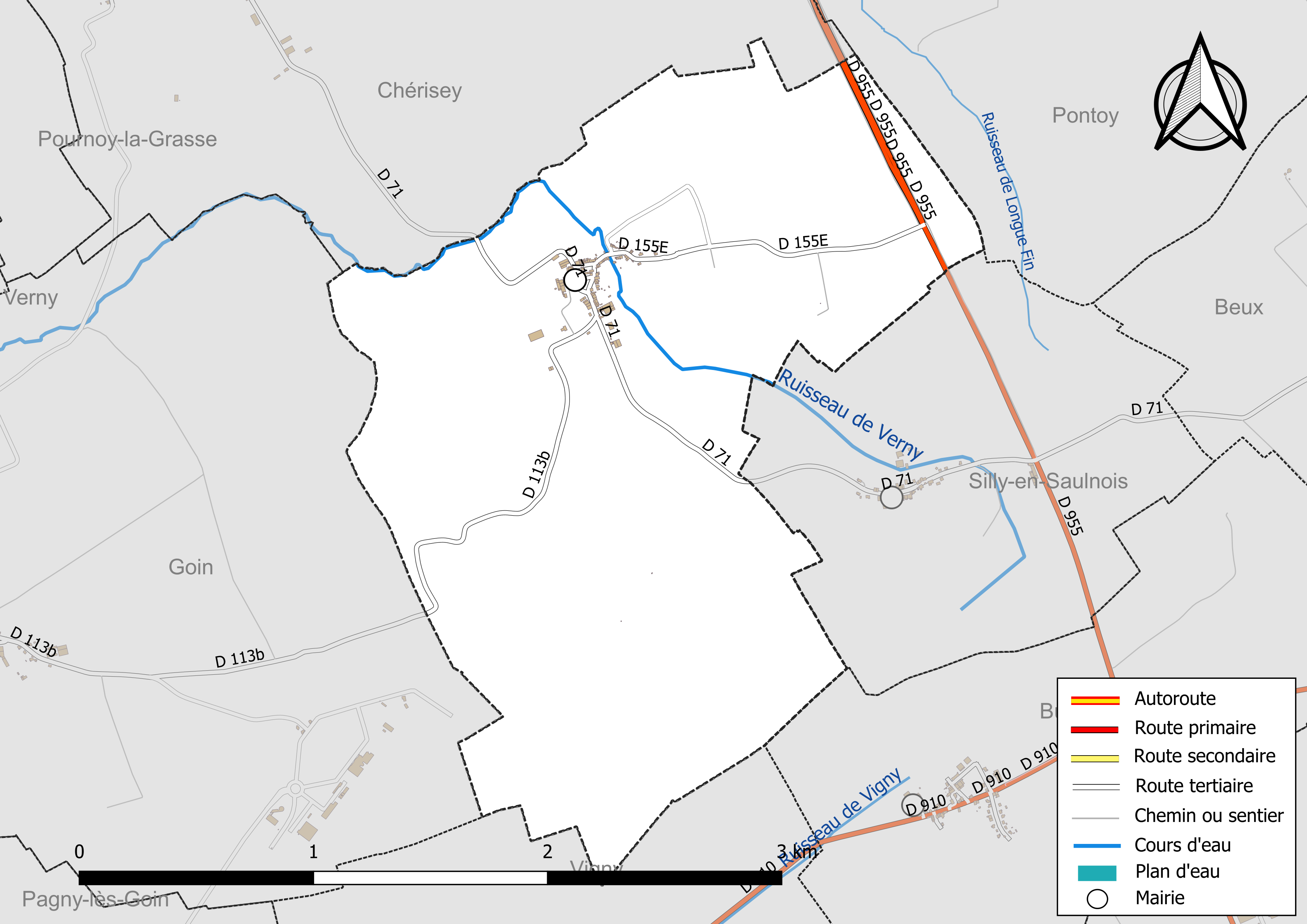
Réseaux hydrographique et routier de Liéhon.

La qualité du ruisseau de Verny peut être consultée sur un site spécial géré par les agences de l’eau et l’Agence française pour la biodiversité.

### Climat
Pour des articles plus généraux, voir Climat du Grand Est et Climat de la Moselle.
En 2010, le climat de la commune est de type climat des marges montargnardes, selon une étude du Centre national de la recherche scientifique s'appuyant sur une série de données couvrant la période 1971-2000. En 2020, Météo-France publie une typologie des climats de la France métropolitaine dans laquelle la commune est exposée à un climat semi-continental et est dans la région climatique  Lorraine, plateau de Langres, Morvan, caractérisée par un hiver rude (1,5 °C), des vents modérés et des brouillards fréquents en automne et hiver. 
Pour la période 1971-2000, la température annuelle moyenne est de 9,6 °C, avec une amplitude thermique annuelle de 16,9 °C. Le cumul annuel moyen de précipitations est de 782 mm, avec 11,8 jours de précipitations en janvier et 9,2 jours en juillet. Pour la période 1991-2020, la température moyenne annuelle observée sur la station météorologique de Météo-France la plus proche, « M.n.l. », sur la commune de Goin à 3 km à vol d'oiseau, est de 10,7 °C et le cumul annuel moyen de précipitations est de 678,8 mm. 
La température maximale relevée sur cette station est de 39,5 °C, atteinte le 24 juillet 2019 ; la température minimale est de −16,3 °C, atteinte le 2 janvier 1997,,. 
Les paramètres climatiques de la commune ont été estimés pour le milieu du siècle (2041-2070) selon différents scénarios d'émission de gaz à effet de serre à partir des nouvelles projections climatiques de référence DRIAS-2020. Ils sont consultables sur un site spécial publié par Météo-France en novembre 2022.

## Urbanisme

### Typologie
Au 1er janvier 2024, Liéhon est catégorisée commune rurale à habitat dispersé, selon la nouvelle grille communale de densité à sept niveaux définie par l'Insee en 2022.
Elle est située hors unité urbaine. Par ailleurs la commune fait partie de l'aire d'attraction de Metz, dont elle est une commune de la couronne,. Cette aire, qui regroupe 245 communes, est catégorisée dans les aires de 200 000 à moins de 700 000 habitants,.

### Occupation des sols
L'occupation des sols de la commune, telle qu'elle ressort de la base de données européenne d’occupation biophysique des sols Corine Land Cover (CLC), est marquée par l'importance des territoires agricoles (85,9 % en 2018), une proportion identique à celle de 1990 (85,9 %). La répartition détaillée en 2018 est la suivante : 
terres arables (70,3 %), prairies (15,7 %), zones industrielles ou commerciales et réseaux de communication (14,1 %). L'évolution de l’occupation des sols de la commune et de ses infrastructures peut être observée sur les différentes représentations cartographiques du territoire : la carte de Cassini (XVIIIe siècle), la carte d'état-major (1820-1866) et les cartes ou photos aériennes de l'IGN pour la période actuelle (1950 à aujourd'hui).

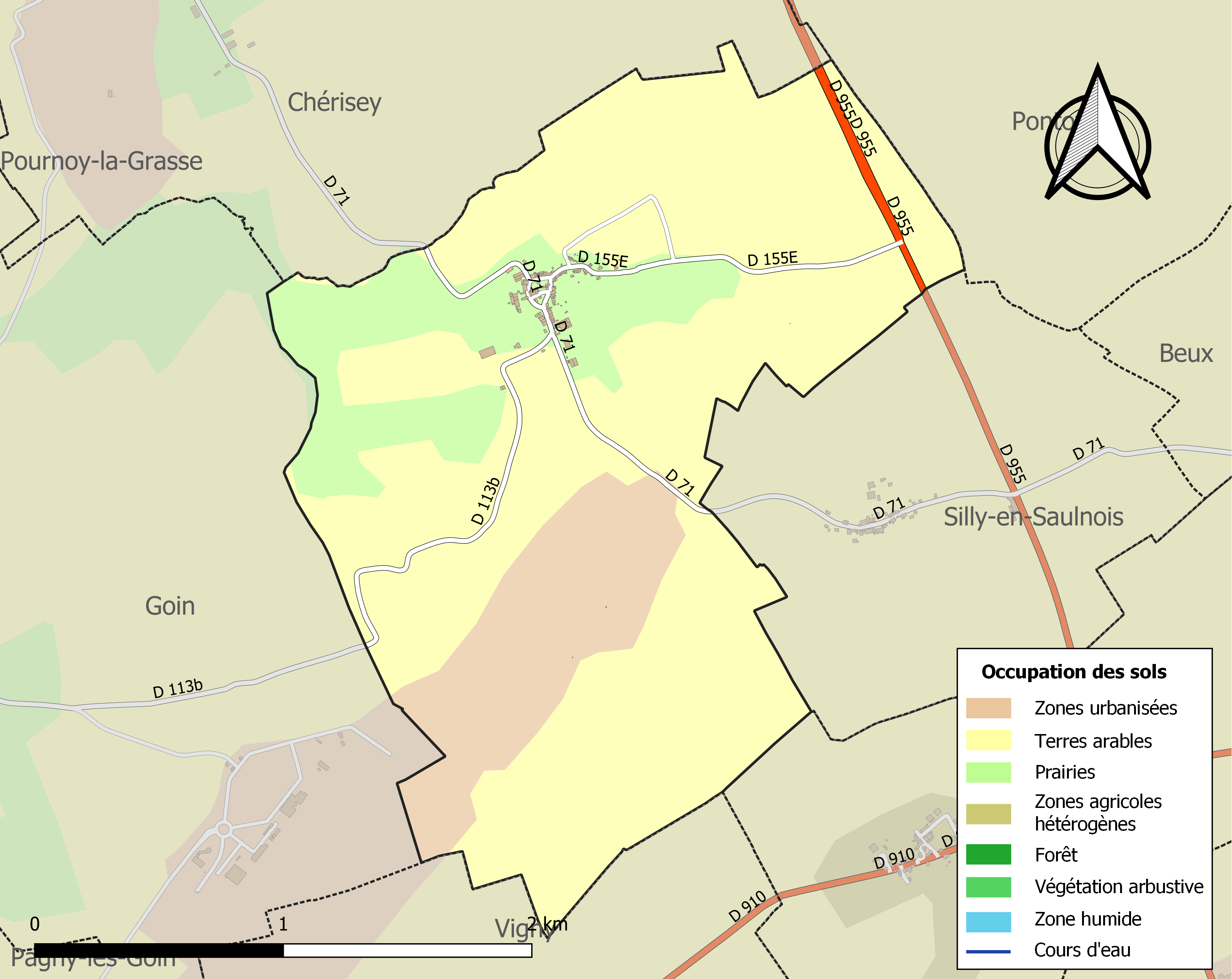
Carte des infrastructures et de l'occupation des sols de la commune en 2018 (CLC).

## Toponymie
- Liéhons (1290) ; Lichon (1350) ; Lihon (1465) ; Libon (XVIIe siècle) ; Liélion (1610) ; Lirhon (1756) ; Lieheim (1915-1918  et 1940-1944).

## Histoire
À l'époque des Gallo-romains, une voie reliant Reims et Strasbourg suivait le parcours de la NP 55 actuelle (elle était apparemment incertaine à partir de l'embauchement du chemin D 52 vers Pontoy).
Liéhon était un lieu de cure pour les religieux malades en 1268. Sa paroisse fut érigée en cure, le 8 février 1750. Elle avait pour annexe Pluche et dépendait de l’abbaye Saint-Symphorien. La paroisse de Liéhon fut donc le siège d'une cure de  l’archiprêtré de Nomeny, qui avait pour annexes Silly-en-Saulnoy, Chérisey et la ferme de Larry.
Liéhon absorbe Larry entre 1790 et 1794.
Avant 1802, Liéhon appartenait an canton de Goin, puis après 1802 jusqu’à 2015, elle appartint au canton de Verny.
Liéheim
- Les noms de lieux de la Moselle francophone furent germanisés le 2 septembre 1915.

De ce fait, Liéhon est devenu Lieheim, selon une fausse étymologie. En effet, il remonte à un probable archétype celtique fréquent *Licontio ou *Ligontio, comme le Lion à Vitrolles (Leontio 1166), Lihons-en-Santerre (Leontium 1100); Lion-devant-Dun ; Lyons-la-Forêt, etc. Aucun rapport donc avec -haim > -ham, -hain > -heim.
- À l'issue de la Première Guerre mondiale en 1918, ces toponymes reprennent leur version d'avant 1871.
- Tous les toponymes sont germanisés après l'annexion de 1940 reprenant la plupart du temps leur forme de 1918 ou parfois une autre. Ils sont à nouveau francisés en 1945.

Larry
Appelé aussi Larey et Lary.
On connaît l’existence d’une localité nommé « Larry » sur le ban actuel de Liéhon, dès le début du XIIe siècle (haut Moyen Âge) et elle est attestée comme siège d’une seigneurie au XIIIe siècle. La partie résidentielle ruinée de la villa gallo-romaine (découverte lors de la construction d'une piste sur l'aéroport régional Metz-Nancy) sert de cimetière à la population essentiellement paysanne. Au XVe siècle, Larry devenu « Lairey » n’était plus qu’un hameau de cinq feux.
La souveraineté de la commune a été détenue par le royaume de France jusqu’en 1789. Le village appartenait au canton de Goin.
La fin de Larry
Le village de Larry a été réunis avec Liéhon entre 1790 et 1794, peu après la Révolution française (1789).
La ferme de Larry
Une ferme a été construite sous son nom et au même endroit (a peu près). Elle se situe à 1 km sud de Liéhon, et c’était une annexe de la mairie du village. La ferme fut détruite en 1892.

### Blasonnement
- blason sur le site genealogie-lorraine

## Politique et administration
| Période                                  | Période  | Identité         | Étiquette | Qualité |
| ---------------------------------------- | -------- | ---------------- | --------- | ------- |
| 1794                                     |          | Pierre Naude     |           |         |
| 1812                                     | 1813     | Nicolas Fournier |           |         |
| mars 1983                                | En cours | Patrick Clause   |           |         |
| Les données manquantes sont à compléter. |          |                  |           |         |

## Démographie
L'évolution du nombre d'habitants est connue à travers les recensements de la population effectués dans la commune depuis 1793. Pour les communes de moins de 10 000 habitants, une enquête de recensement portant sur toute la population est réalisée tous les cinq ans, les populations de référence des années intermédiaires étant quant à elles estimées par interpolation ou extrapolation. Pour la commune, le premier recensement exhaustif entrant dans le cadre du nouveau dispositif a été réalisé en 2004.

En 2022, la commune comptait 131 habitants, en évolution de +19,09 % par rapport à 2016 (Moselle : +0,52 %, France hors Mayotte : +2,11 %).
| 1793 | 1800 | 1806 | 1821 | 1836 | 1841 | 1861 | 1866 | 1871 |
| ---- | ---- | ---- | ---- | ---- | ---- | ---- | ---- | ---- |
| 280  | 241  | 254  | 229  | 250  | 225  | 200  | 210  | 186  |

| 1875 | 1880 | 1885 | 1890 | 1895 | 1900 | 1905 | 1910 | 1921 |
| ---- | ---- | ---- | ---- | ---- | ---- | ---- | ---- | ---- |
| 180  | 179  | 173  | 162  | 157  | 166  | 169  | 143  | 122  |

| 1926 | 1931 | 1936 | 1946 | 1954 | 1962 | 1968 | 1975 | 1982 |
| ---- | ---- | ---- | ---- | ---- | ---- | ---- | ---- | ---- |
| 118  | 107  | 106  | 86   | 83   | 94   | 83   | 101  | 118  |

| 1990 | 1999 | 2004 | 2006 | 2009 | 2014 | 2019 | 2022 | - |
| ---- | ---- | ---- | ---- | ---- | ---- | ---- | ---- | - |
| 123  | 129  | 129  | 124  | 107  | 109  | 123  | 131  | - |

## Culture locale et patrimoine

### Lieux et monuments
- Aéroport de Metz-Nancy-Lorraine.
- Passage d'une voie romaine.
- Monument aux morts.

### Édifice religieux
- Église Saint-Maurice 1577, refaite en 1881 : base romane du clocher. Sa restauration a eu lieu en 2009-2010.

### Fêtes et traditions
À Liéhon, il y a toujours eu des fêtes au village. La fête du village a lieu à la Saint-Maurice. Le maire invite les villageois à un pot à la mairie.
Dans les années 1980, la fête du « tue-chien » se manifestait pour célébrer la fin de la moisson, le 2 septembre. Presque tout le village se mobilisait. Il y avait des stands, des jeux de quilles, des cochons au lait et à la broche, des tombolas, des soirées dansantes…
Le feu de la Saint-Jean est une fête très attendue. Ce sont les jeunes de Liéhon qui s'en occupent en grosse partie. Un gros tas de bois est allumé à la tombée de la nuit. Les enfants font des pétards et des feux d'artifice tout au long de la soirée et les adultes mangent, regardent le feu flamber et dansent jusqu'au bout de la nuit (pas toujours).
Depuis longtemps, des crécelleurs marchent dans le village en faisant du bruit pour remplacer les cloches qui sont parties le Jeudi, le Vendredi saint et le samedi. Ce dernier jour avant pâques, ils vont sonner aux portes du village pour que l'on récompense leur bon travail en bonbons et chocolats.